# François Dallegret
François Dallegret (né à Port-Lyautey au Maroc en 1937) est un architecte et designer canadien d'origine marocaine.

## Biographie
Formé en architecture à l’École des Beaux-Arts de Paris, François Dallegret s'installe à Montréal en 1964. Il se fait connaître avec son projet pour Le Drug, une pharmacie-galerie-boutique-café-restaurant-club de danse. En 1965, il collabore avec le critique architectural Reyner Banham, auteur de Los Angeles, the architecture of four Ecologies, pour l’article intitulé A home is not a house dans lequel il présente six dessins,.
À l'occasion des Jeux olympiques de 1976, Michel Dallaire demande à Dallegret de concevoir le mobilier urbain des installations. Il élabore alors un système de bancs publics, poubelles et lampadaires appelé BETA, un nom faisant référence à la polyvalence à la fois banc et table ou BEnch-TAble. On lui doit également en 1967 une chaise-ressort en aluminium qui sera exposée la même année au Musée d’art contemporain de Montréal.

## Expositions
- Réminiscences fluorescentes en 1999 au Musée national des beaux-arts du Québec.
- Night Fever (Vitra Design Museum, 2018, Design Museum Brussels 2019).
- Les Mutations du Travail (Biennale internationale du design de Saint-Étienne, 2017).
- Dimensions Variables (Pavillon de l’Arsenal, Paris, 2015).
- WUHO Gallery (Los Angeles, 2016).
- François Dallegret: Beyond the Bubble (Yale Architecture Gallery, 2023).
- Les gratte-ciels par la racine : regards sur le modernisme tardif (Musée d’art contemporain de Montréal, 2025).